# Allium canadense
Allium canadense — вид трав'янистих рослин родини амарилісові (Amaryllidaceae), поширений у центрі й сході США, на сході Канади.

## Опис
Цибулин 1–4+, без кореневища, з базальними цибулинками або без них, часто скупчені, яйцеподібні, 1–2.5 × 0.6–3 см; зовнішні оболонки містять 1 або більше цибулин, буруватого або сіруватого забарвлення; внутрішні оболонки білуваті. Листки стійкі, зелені в період цвітіння, 2–6, листові пластини плоскі, жолобчасті, 20–50 см × 1–7 мм, краї цілі або зубчасті, верхівка гостра до тупої. Стеблина стійка, як правило, поодинока, пряма, 10–60 см × 1–5 мм. Зонтик стійкий, прямостійний, нещільний, 0–60-квітковий, від півсферичного до круглястого, цибулинки невідомі або квітучі квітконоси замінені хоча б частково цибулинами. Квіти урноподібно-дзвінчасті, 4–8 мм; листочки оцвітини прямостійні або розлогі, білі до рожевого або лавандового забарвлення, ланцетні до еліптичних, ± рівні, краї цілі, верхівка від тупої до гострої. Пиляки жовті; пилок жовтий. Насіннєвий покрив блискучий. 2n = 14, 28.

## Поширення
Поширений у центрі й сході США, на сході Канади.